# 하인리히 폰 프로이센 왕자 (1862년)
알베르트 빌헬름 하인리히 폰 프로이센 왕자(Albert Wilhelm Heinrich Prinz von Preußen, 1862년 8월 14일 ~ 1929년 4월 20일)는 프로이센 왕국과 독일 제국의 황자이다. 프리드리히 3세의 차남으로 빌헬름 2세의 동생이다. 독일 제국 해군에서 사령관을 역임하였고, 최종 계급은 해군 원수이다.
1899년 6월 9일부터 6월 20일까지 대한제국을 방문하기도 했다. 방한 당시 고종황제에게 조선의 고유 무술을 보여 달라고 간청하여, 궁술을 선보였더니 하인리히 친왕은 경탄하면서 직접 활을 쏘아보기까지 했다.
헤센 대공국의 이레네 대공녀와 결혼하여 세 명의 아들을 두었다.

## 자녀
| 사진 | 이름                        | 생일             | 사망                   | 기타         |
| ---- | --------------------------- | ---------------- | ---------------------- | ------------ |
|      | 발데마르 폰 프로이센 왕자   | 1889년 3월 20일  | 1945년 5월 2일(56세)   | 자녀 없음.   |
|      | 지기스문트 폰 프로이센 왕자 | 1896년 11월 27일 | 1978년 11월 14일(81세) | 슬하 1남 1녀 |
|      | 하인리히 폰 프로이센 왕자   | 1900년 1월 9일   | 1904년 2월 26일(4세)   | 요절.        |